# Manfred Walter
Manfred Walter (né à Wurzen, le 31 juillet 1937) est un footballeur est-allemand qui évoluait au poste de défenseur. 
Il remporte la médaille de bronze aux Jeux olympiques de 1964.